# Новые Вербки (Павлоградский район)
Новые Вербки (укр. Нові Вербки) — село,
Вербковский сельский совет,
Павлоградский район,
Днепропетровская область,
Украина.
Код КОАТУУ — 1223582805. Население по переписи 2001 года составляло 441 человек .

## Географическое положение
Село Новые Вербки находится на расстоянии в 1 км от села Вербки.
Рядом проходят автомобильная дорога Т-2107 и
железная дорога, станция Ароматная в 2-х км.